# Kommunalfahrzeug

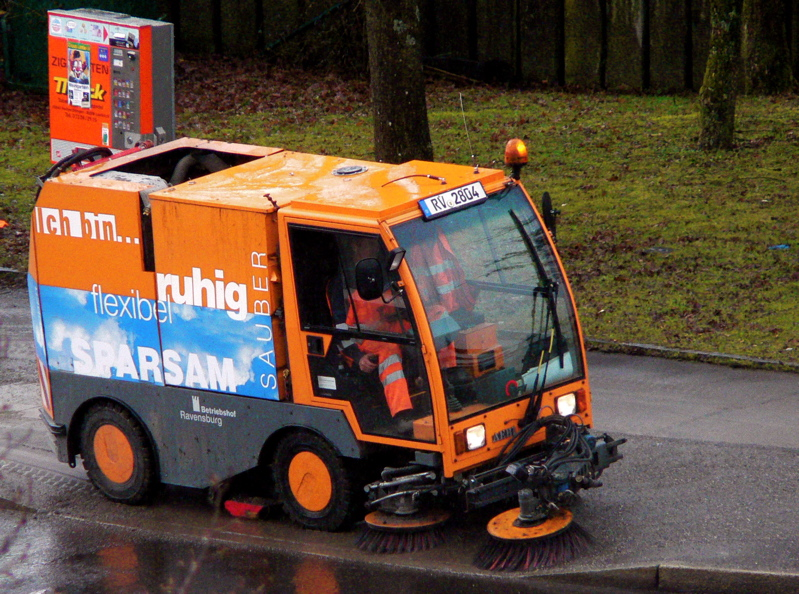
Kehrmaschinen (hier ein Fahrzeug der Stadt Ravensburg) gehören ebenfalls zu den Kommunalfahrzeugen

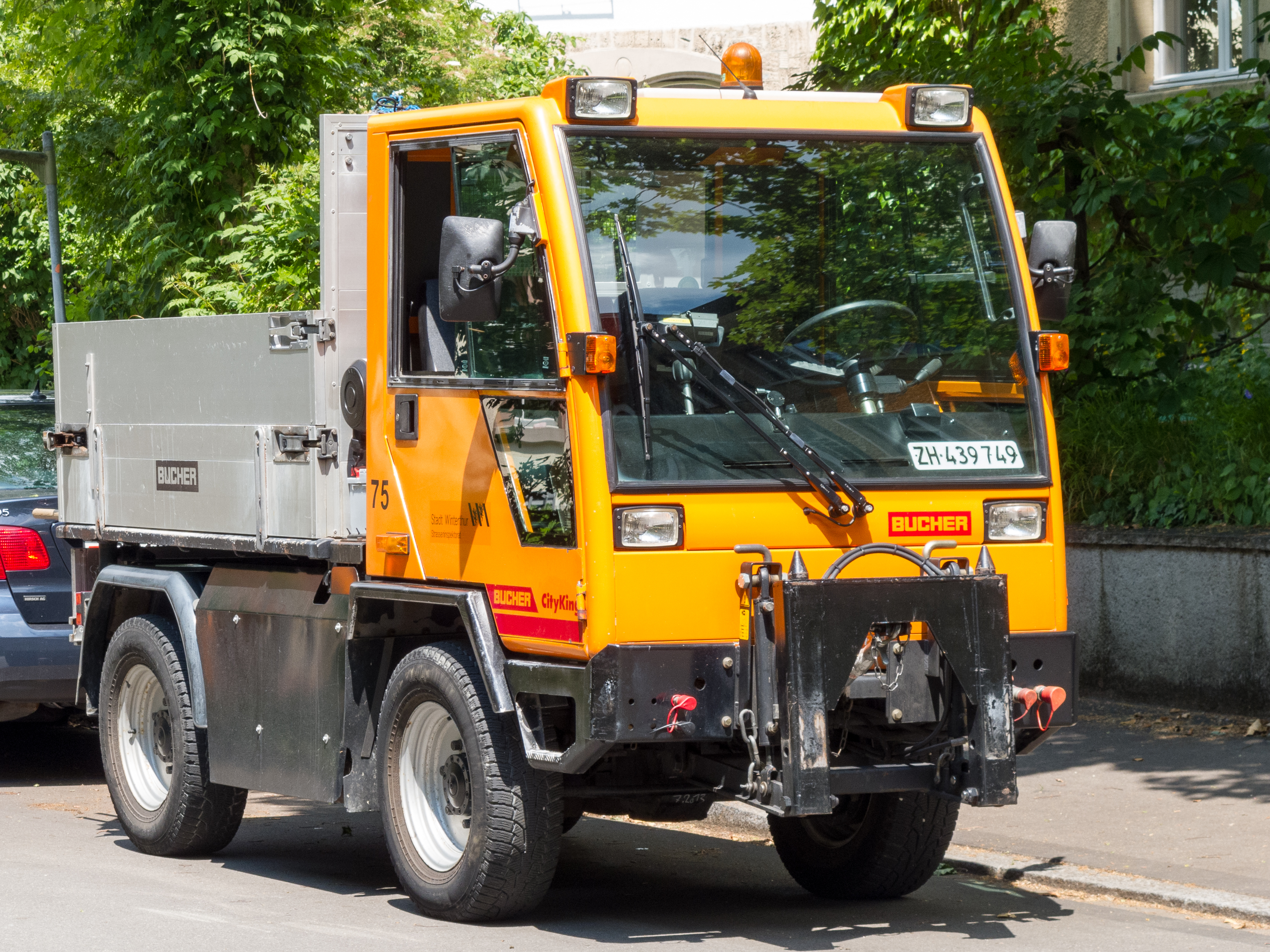
Bucher CityKing, Kommunalfahrzeug in Winterthur

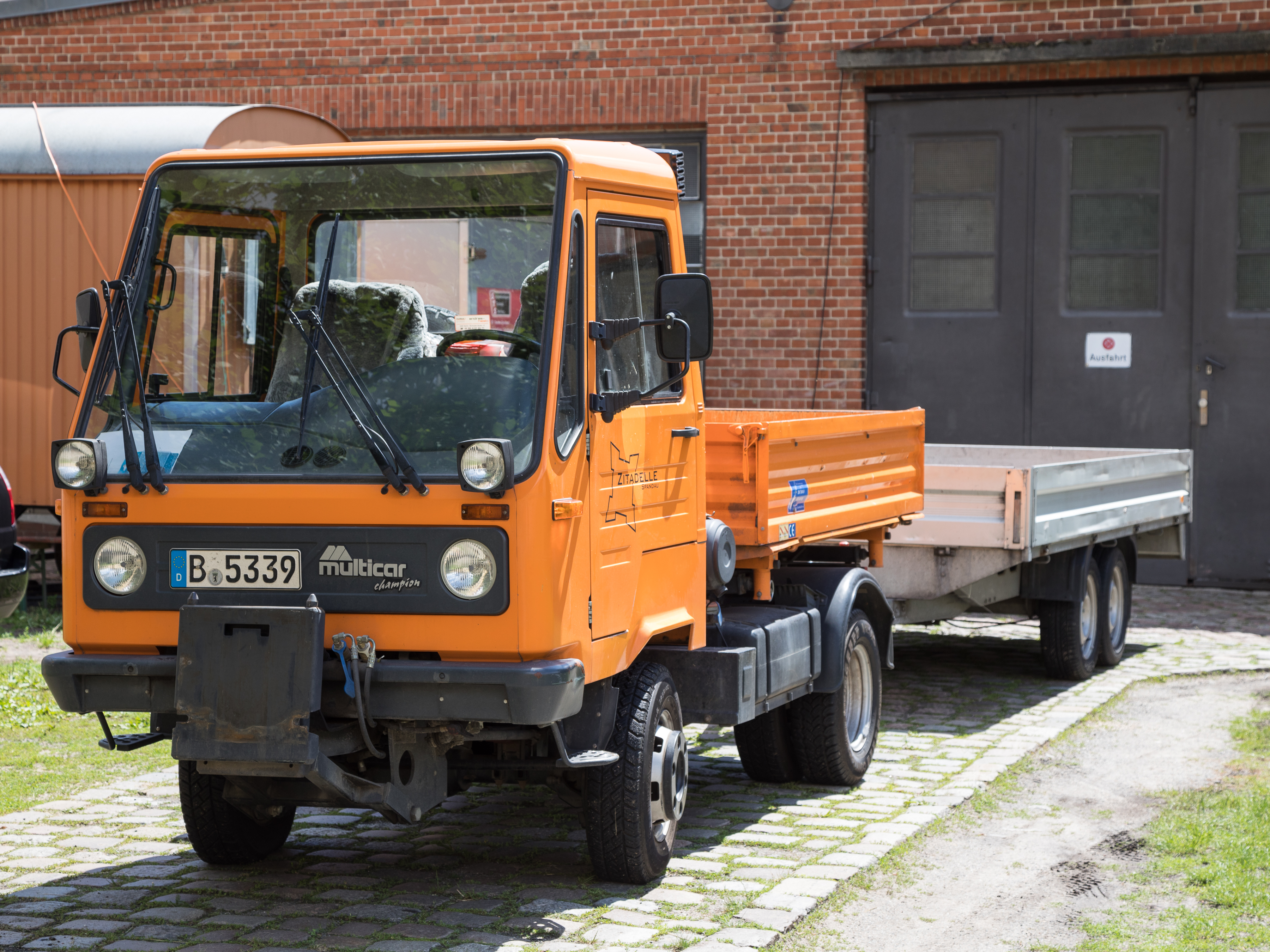
Multicar M26 Champion in der Zitadelle Spandau

Kommunalfahrzeug, Kommunalmaschine oder auch Kommunaltechnik ist eine Sammelbezeichnung für bestimmte Nutzfahrzeuge, die vorwiegend von Kommunalverwaltungen für ihre Aufgaben eingesetzt werden. Private Dienstleister, die teils im Auftrag von Kommunen, teils für andere Auftraggeber tätig sind, setzen solche Fahrzeuge ebenfalls ein.
In Deutschland fasste die inzwischen zurückgezogene DIN 30701 „Kommunalfahrzeuge“ in der Definition ihres Anwendungsbereichs unter diesem Begriff Spezialfahrzeuge und selbstfahrende Arbeitsmaschinen für die Abfallentsorgung, zur Kanalreinigung, zur Straßenreinigung, für den Straßenbetriebsdienst sowie für den Winterdienst zusammen.
Beispiele für Kommunalfahrzeuge sind:
- Aufsitzmäher zur Pflege von Grünflächen im öffentlichen Straßenraum
- Geräteträger für Anbaugeräte
- Kehrmaschinen für Straßen sowie Geh- und Radwege
- Müllwagen
- Saugwagen zur Kanalreinigung
- Schneefräsen
- Schneepflüge
- Traktoren

Bekannte Hersteller von Kommunalfahrzeugen sind:
- Aebi Schmidt
- Bucher Municipal
- Hako (mit Multicar)
- Kärcher Municipal
- Kirchhoff
- Merlo

Insbesondere im Straßenbetriebsdienst der kommunalen Bauhöfe kommen auch Baumaschinen wie etwa Bagger oder Radlader zum Einsatz. Ähnlich kommen auch in den anderen Einsatzbereichen teils Fahrzeuge zum Einsatz, die nicht spezifisch für Kommunen hergestellt werden. Ihre Zuordnung ergibt sich daher primär durch den Anwendungsbereich bzw. die kommunalen Aufgaben, für die sie eingesetzt werden.
Kommunalfahrzeuge werden in der Regel in der RAL-Farbe 2011 (auch als Kommunalorange bekannt) lackiert, dies ist jedoch nicht verpflichtend und lediglich eine Empfehlung der DIN 30701.